# ایستگاه متروی هروی
ایستگاه متروی میدان هروی یکی از ایستگاه‌های خط ۳ متروی تهران است که در حاشیه اتوبان صیاد شیرازی٬ بالاتر از خیابان موسوی قرار دارد.
این ایستگاه به عنوان یکصد و هفتمین ایستگاه مترو تهران در تاریخ ۱۶ بهمن ۱۳۹۵ افتتاح شده و دارای ۱۴۰۰۰ مترمربع فضای سرپوشیده است.
برای ساخت این ایستگاه که در عمق ۲۴ متری زمین قرار دارد، ۷۸ هزار متر مکعب خاک برداری، ۴ هزار تُن آرماتوربندی، ۲۸ هزار متر مربع قالب بندی و ۳۲ هزار متر مکعب بتن ریزی شده‌است.
همچنین این ایستگاه دارای ۱۰ دستگاه پله برقی است.

## خطوط اتوبوسرانی
در حال حاضر از این ایستگاه خط اتوبوسی به محله‌ای دایر نیست ولی خطوط اتوبوسرانی عبوری از اطراف این ایستگاه ( حداقل فاصله ۵۰۰ متر ) خطوط ذیل می‌باشد:
- خط ۲۱۰ ميدان هروی به خيابان معلم در مسير شمس آباد، ميدان بهشتی، مجيديه شمالی، بزرگراه رسالت، مجيديه جنوبی، خيابان معلم
- خط ۳۰۱ بلوار ارتش به پایانه متروی شهيد حقانی در مسير بلوار ارتش، بلوار نيروی زميني، خيابان شعبانلو، لويزان، خيابان افتخاريان،  ميدان هروی ، خيابان افشاری، بلوار گيلان، متروی شهيد زين الدين، ميدان فرخي يزدی، بزرگراه شهيد همت و بزرگراه شهيد حقانی